# Otto Marburg
Otto Marburg (25 de mayo de 1874 – 13 de junio de 1948) fue un neurólogo austriaco conocido por sus contribuciones a la comprensión de la esclerosis múltiple y por los avances en neurooncología .
Marburg nació en Römerstadt en Moravia, Austria-Hungría (hoy Rýmařov, República Checa ). Era judío. De 1919 a 1938 fue director del Instituto Neurológico de la Universidad de Viena. Tras el Anschluss de 1938, Marburg se vio obligado a emigrar a los Estados Unidos como refugiado. Al llegar a la ciudad de Nueva York, se unió al Colegio de Médicos y Cirujanos de la Universidad de Columbia como profesor clínico de neurología.
Fue autor de varios textos de referencia sobre el sistema nervioso, y un subtipo de esclerosis múltiple (esclerosis múltiple de Marburg) lleva su nombre.
Otto Marburg no estuvo asociado con el virus de Marburg, que fue descubierto en 1967 en la ciudad alemana de Marburgo .

## Publicaciones
- O. Marburg: Mikroskopisch-topographischer Atlas des menschlichen Zentralnervensystems mit begleitendem Texte . tercera edición Franz Deuticke, Leipzig, Viena 1927. (primera edición- 1904, segunda edición- 1927) - Atlas microscópico-topográfico del sistema nervioso central humano con texto acompañante.
- O. Marburg: Die physikalischen Heilmethoden in Einzeldarstellungen für praktische Ärzte und Studierende . Franz Deuticke, Leipzig, Viena 1905.
- O. Marburg: Die Hemiatrophia facialis progresiva; der umschriebene Gesichtsschwund . Hölder, Viena 1912 - Hemiatrofia facial progresiva.
- JA Hirschl, O. Marburg: Syphilis des Nervensystems, einschliesslich Tabes und Paralyze . Hölder, Viena 1914 - Sífilis del sistema nervioso, incluida tabes y parálisis.
- G. Alexander, O. Marburg, H. Brunner (editores): Handbuch der Neuroologie des Ohres. cuatro volúmenes, Urban & Schwarzenberg, Berlín 1923–1929 - Manual de neurología del oído.
- O. Marburg: Der Kopfschmerz und seine Behandlung . Moritz Perles, Viena 1926 - Dolor de cabeza y su tratamiento.
- O. Marburg: Der Schlaf, seine Störungen und deren Behandlung . Springer, Berlín, Viena 1928 - Trastornos del sueño y tratamiento.
- J. Meller, O. Marburg: Zur Kenntnis des Wesens der sogenannten Czermak-v. Hippelschen Netzhauterkran-kung . S. Karger, Berlín 1928 - Conocimiento de la naturaleza del llamado "efecto Czermak-von Hippel Netzhauterkran".
- O. Marburg: Unfall und Hirngeschwulst: Ein Beitrag zur Ätiologie der Hirngeschwülste . Springer, Berlín 1934 - Contribución a la etiología de los tumores cerebrales.
- E. Grünthal, F. Hiller, O. Marburg: Traumatische präsenile und senile Erkrankungen, Zirkulationsstörun-gen . Springer, Berlín 1936 - Enfermedades traumáticas preseniles y seniles.
- O. Marburg, M. Helfand: Lesiones del sistema nervioso, incluidas intoxicaciones. Veritas Press, Nueva York 1939 -
- O. Marburg: Hidrocefalia: su sintomatología, patología, patogénesis y tratamiento. Oskar Piest, Nueva York 1940.